# 中国サッカー・乙級リーグ
中国サッカー・乙級リーグ（China League Two）は、中華人民共和国（中国）におけるプロサッカーの3部リーグである。

## 概要
2003年まで1部（甲A級）は15クラブ、2部（甲B級）は12クラブだったが、更なる試合質の向上を目指して2004年からそれぞれクラブ数を12と15に変更。1部を「中国超級」（中国スーパーリーグ）、2部を「中国甲級」と改めて再スタートした。これに伴い、2004年より甲級リーグより下部の、降級のないリーグとして乙級リーグが開始された。初年度は基本的に自由参加だった。ただし、中国サッカー協会によりスタジアム規模およびクラブ規模の基準が設けられた。
2013年のリーグ形式は以下の通りである。リーグに所属するクラブは北部と南部の2つの地域に分かれ、それぞれリーグ戦を戦う。試合はホーム・アンド・アウェー方式の総当たりで、4月から9月まで開催される。それぞれのリーグの上位4クラブは昇格プレーオフに進む。プレーオフはノックアウト方式で、上位2チームが翌年の甲級リーグに昇格する。また、中国の各地方リーグを勝ち上がった10チームが新たに乙級リーグに参加する。現在のところ、降格制度はない。2009年までは中国全国大学サッカーリーグ優勝および準優勝チームが甲級リーグ昇格プレーオフに参加できていたが、2010年以降は参加出来なくなっている。

## 所属クラブ
2016シーズン
| 北区           | 北区         | 北区                         |
| クラブ名       | ホームタウン | スタジアム                   |
| -------------- | ------------ | ---------------------------- |
| 北京理工大学   | 北京         | 北京理工大学東体育場         |
| 河北精英       | 秦皇島       | 秦皇島市奧体中心体育場       |
| 天津火車頭     | 天津         | 天津火車頭体育場             |
| 保定英利易通   | 保定         | 保定市人民体育場             |
| 包頭南郊       | 包頭         | 包頭市奥体中心体育場         |
| 銀川賀蘭山     | 銀川         | 賀蘭山体育場                 |
| 呼和浩特東進   | フフホト     | 呼和浩特体育場               |
| 黒竜江火山鳴泉 | ハルビン     | 哈爾浜国際会展体育中心体育場 |
| 江蘇塩城鼎立   | 塩城         | 大豊奥体中心体育場           |
| 瀋陽城市       | 瀋陽         | 瀋陽都市建設大学体育場       |

| 南区         | 南区         | 南区                 |
| クラブ名     | ホームタウン | スタジアム           |
| ------------ | ------------ | -------------------- |
| 江西聯盛     | 南昌         | 江西奥体中心         |
| 四川隆発     | 三台         | 三台国家体育場       |
| 梅州梅県客家 | 梅州         | 梅県曽憲梓体育場     |
| 麗江嘉雲昊   | 麗江         | 麗江市体育中心体育場 |
| 上海集運動   | 上海         | 上海大学中心体育場   |
| 南通支雲     | 南通         | 如皋体育場           |
| 成都銭宝     | 成都         | 都江堰体育場         |
| 蘇州東呉     | 蘇州         | 蘇州大学体育場       |
| 海南博盈海漢 | 海口         | 海口体育場           |
| 深圳人人     | 深圳         | 深圳大運体育中心     |

## 歴代優勝クラブ
| 年   | 優勝           | 2位            | 3位          |
| ---- | -------------- | -------------- | ------------ |
| 2004 | 上海九城       | 延辺世紀集団   | 雲南麗江     |
| 2005 | 南昌八一       | 北京宏登       | 東莞南城     |
| 2006 | 北京理工大学   | 哈爾濱毅騰     | 安徽九方     |
| 2007 | 上海東亜       | 四川足球俱楽部 | 安徽九華山   |
| 2008 | 瀋陽東進       | 広東日之泉     | 三峽大学     |
| 2009 | 湖南湘濤       | 湖北緑茵       | 北京八喜     |
| 2010 | 大連阿爾濱     | 天津松江       | 貴州智誠     |
| 2011 | 哈爾濱毅騰     | 重慶足球倶楽部 | 福建駿豪     |
| 2012 | 貴州智誠       | 湖北華凱爾     | 深圳風鵬     |
| 2013 | 青島海牛       | 河北中基       | 深圳風鵬     |
| 2014 | 江西聯盛       | 内蒙古中優     | 貴州恒豊     |
| 2015 | 梅州客家       | 大連超越       | 四川隆発     |
| 2016 | 雲南飛虎       | 保定容大       | 江西聯盛     |
| 2017 | 黒竜江火山鳴泉 | 広東華南虎     | 銀川賀蘭山   |
| 2018 | 四川隆発       | 南通支雲       | 陝西長安競技 |
| 2019 | 瀋陽城市       | 成都銭宝       | 泰州遠大     |
| 2020 | 武漢三鎮       | 淄博星期天     | 南京城市     |
| 2021 | 青島海牛       | 河北功夫       | 広西宝韻     |
| 2022 | 済南興洲       | 丹東騰躍       | 延辺竜井     |
| 2023 | 重慶銅梁龍     | 大連智行       | 雲南玉昆     |